# Parcella monogramma
Parcella monogramma är en fjärilsart som beskrevs av Bates 1868. Parcella monogramma ingår i släktet Parcella och familjen Riodinidae. Inga underarter finns listade i Catalogue of Life.